# Orto botanico di Coimbra
L’Orto Botanico di Coimbra è un giardino situato nella città portoghese di Coimbra, fondato nel 1772 da Domenico Agostino Vandelli, su incarico del Marchese di Pombal, che ne dispose l'ubicazione sui preesistenti giardini del Monaci Benedettini.
L’orto botanico di Coimbra è percorso da numerosi viali che permettono di ammirare le numerosissime piante provenienti da tutto il mondo, ed attualmente occupa un'area di 13,5 ettari.
L’Orto Botanico di Coimbra è diviso in varie aree:
- Alameda Tílias: che raccoglie le specie trapiantate nei primi anni della fondazione.[1] Quest'area ospita piante tropicali e subtropicali tra cui spiccano le bellissime orchidee e le suggestive piante carnivore.

- L’angolo tropicale: che raccoglie le piante provenienti da tutte le parti del mondo.[2] In questa parte del giardino dominano le magnolie e le azalee.

- La serra fredda: che raccoglie le specie floreali d'ambiente umido e più oscuri.[3]

Nel 1820, l'Orto Botanico fu rinnovato ed ampliato sotto la direzione di Félix de Avelar Brotero.

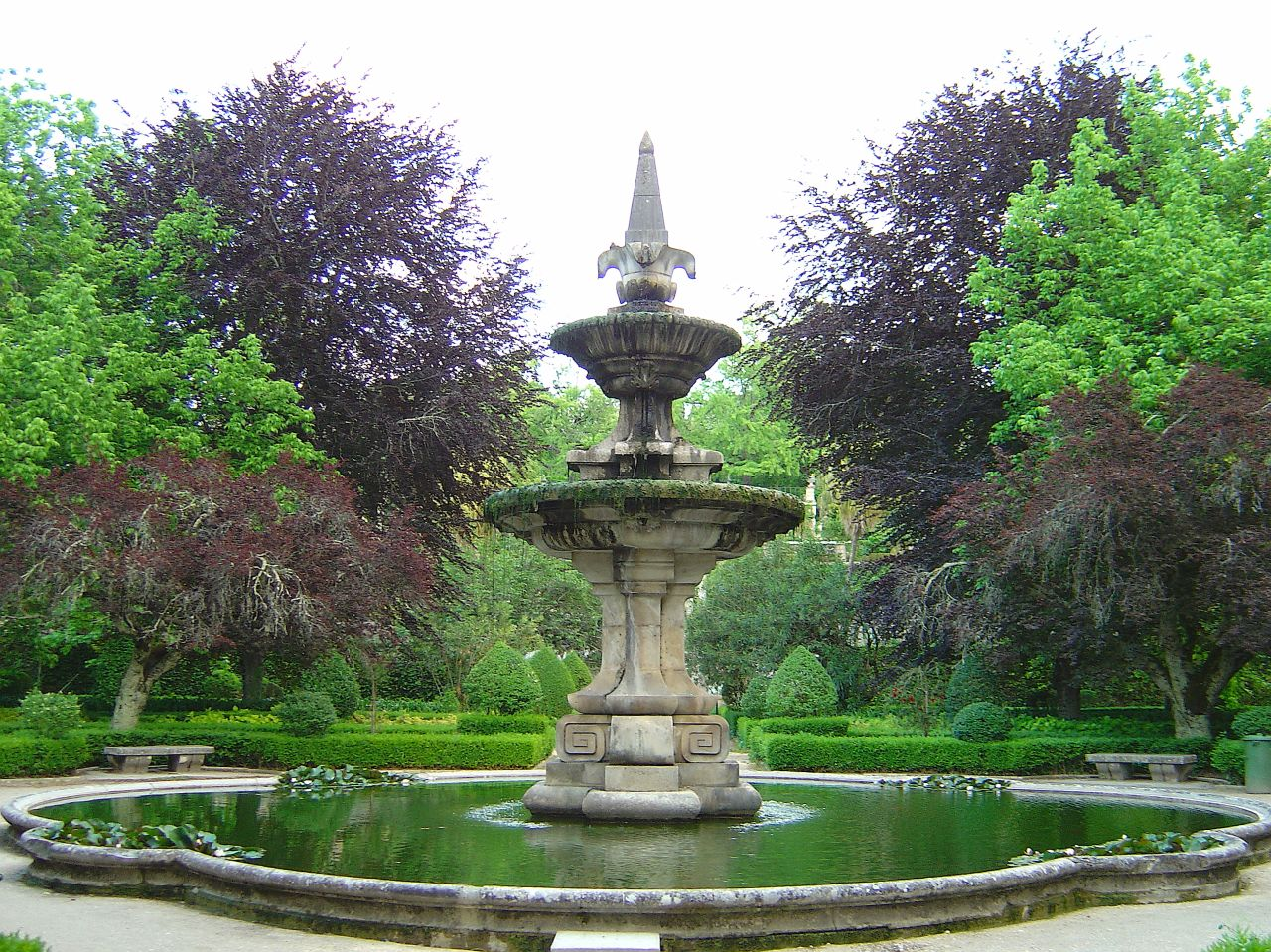
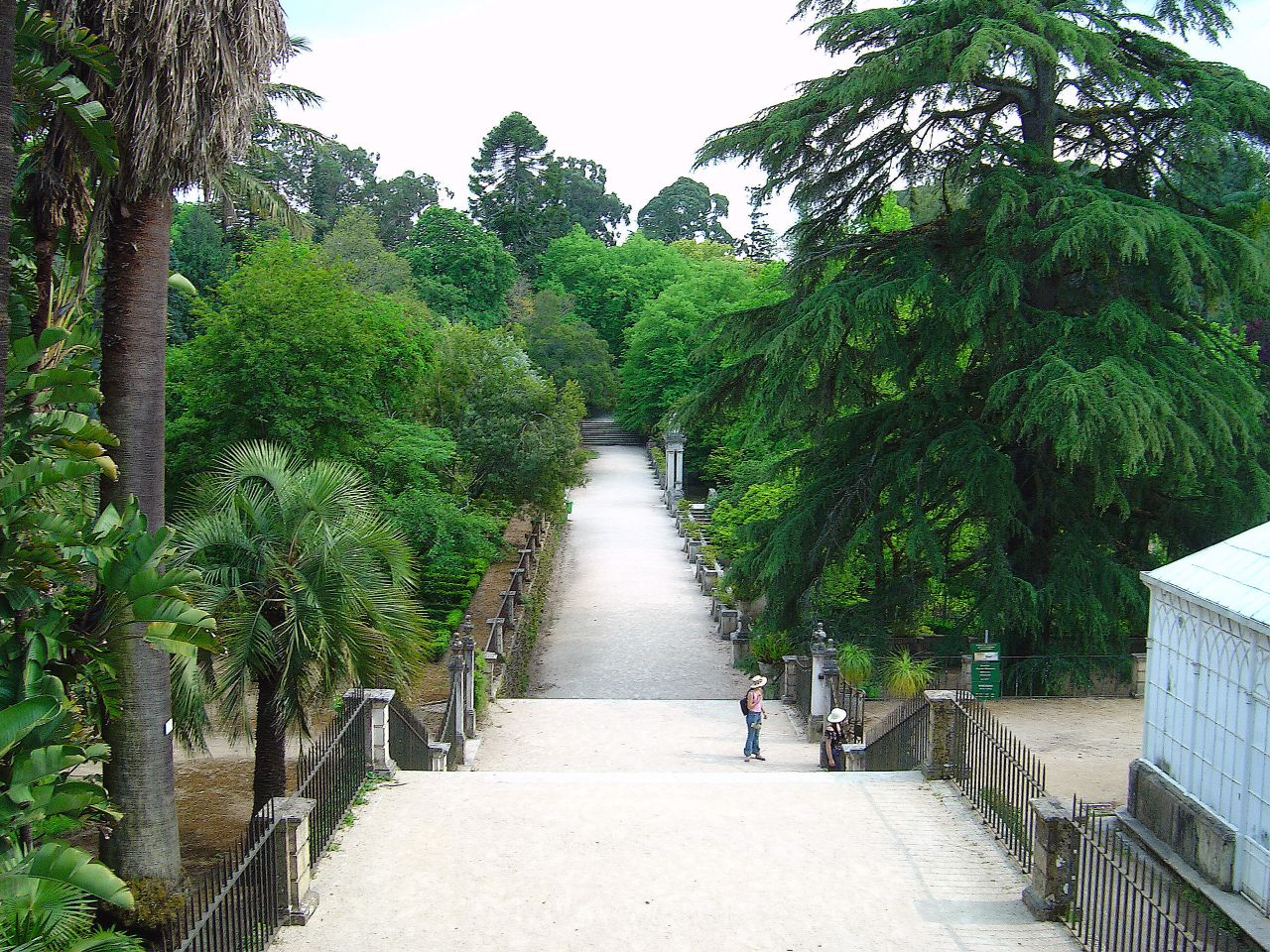
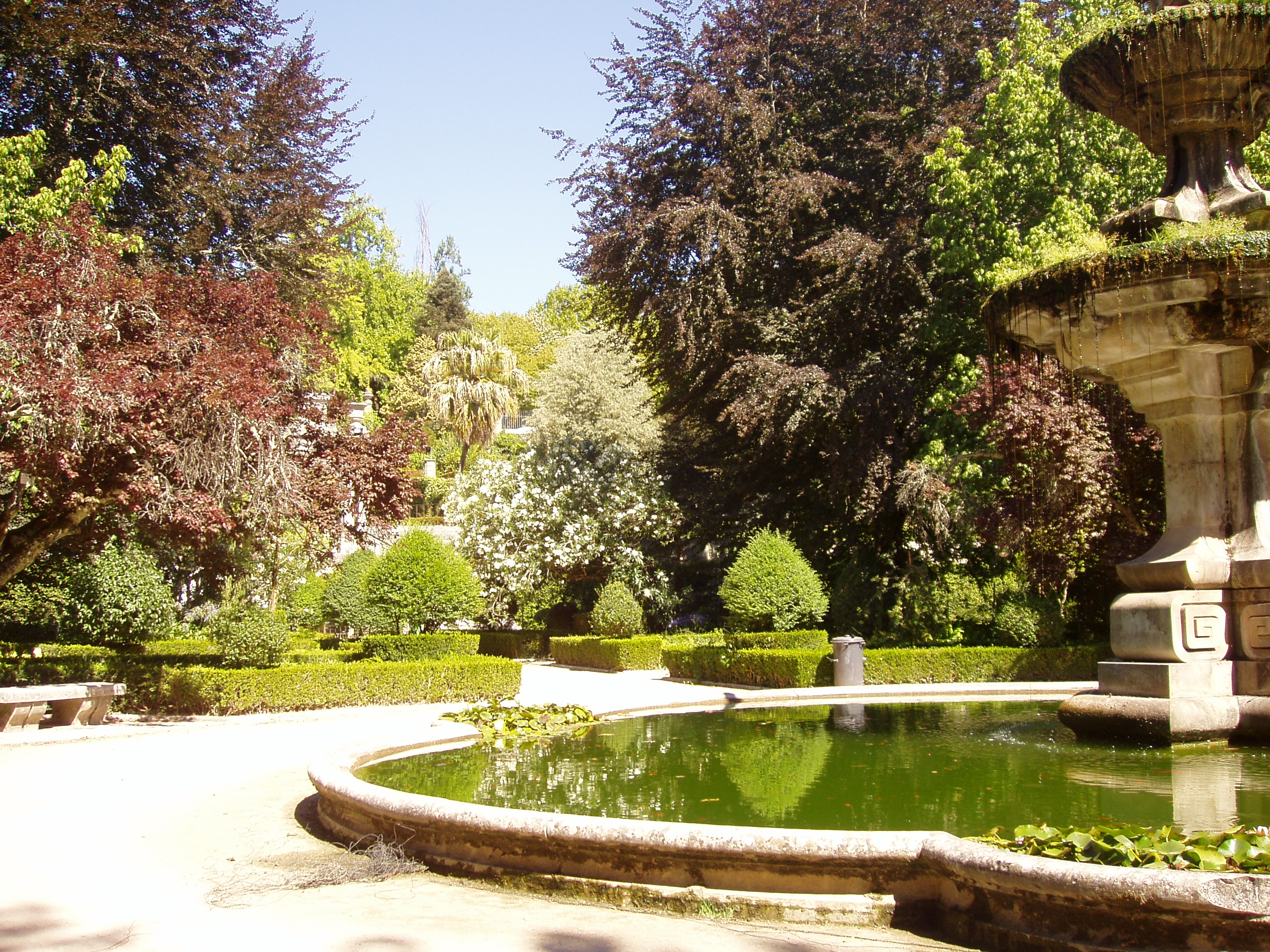
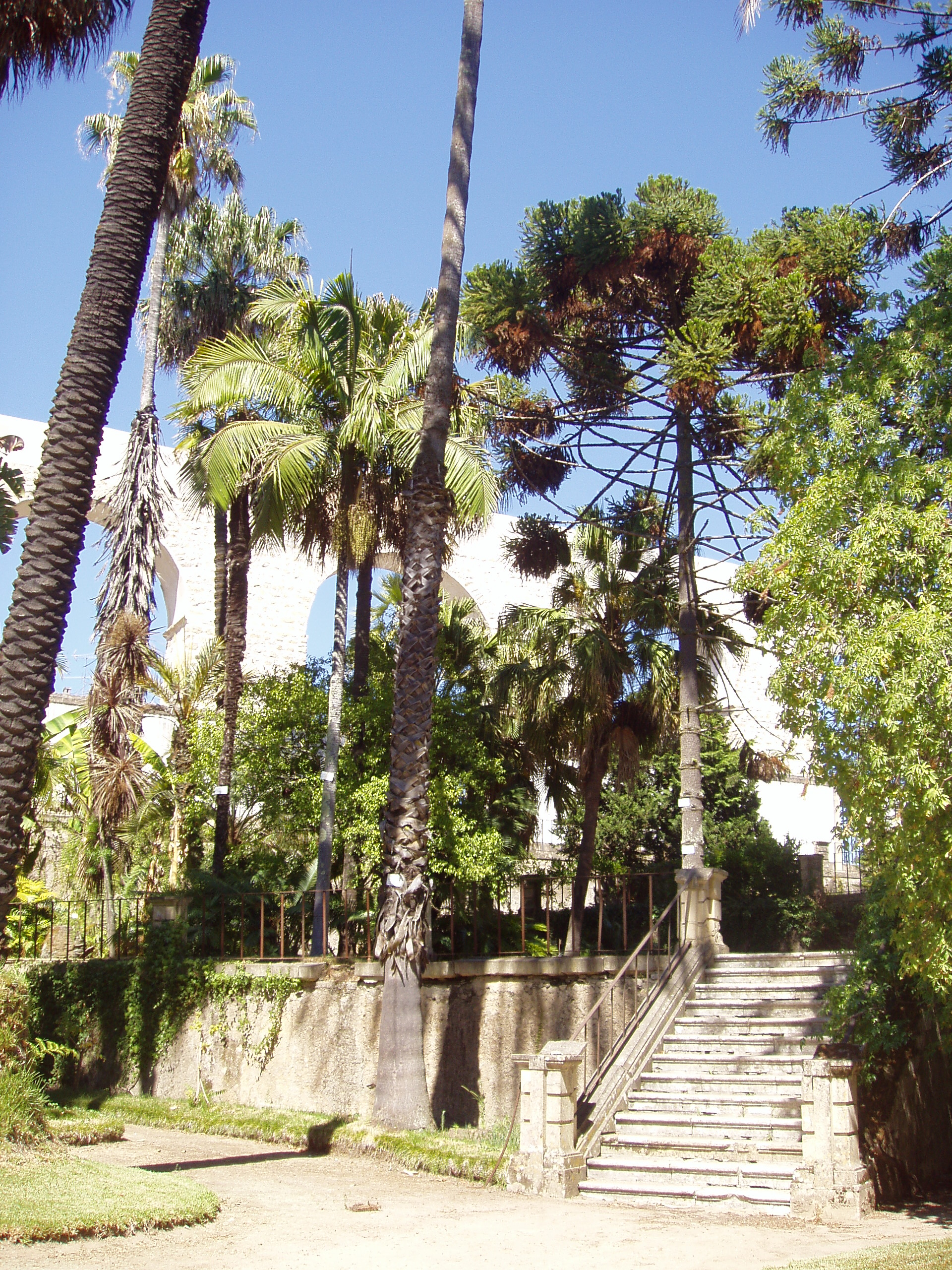